# Le poesie e le canzoni di Carla Boni
Le poesie e le canzoni di Carla Boni è un album della cantante italiana Carla Boni, pubblicato nel 1992.

## Descrizione
Nell'album sono presenti varie poesie scritte e recitate da Carla Boni. Sono presenti inoltre alcuni brani.

## Tracce
1. Signora (Poesia)
2. Che cos'è che fa sentire giovani (Poesia)
3. Stai attenta (Poesia)
4. Dalla mia finestra (Poesia)
5. Dea musica (Poesia)
6. Nei tuoi occhi di giada (Poesia)
7. Sono desolata (Poesia)
8. Sincerità (Poesia)
9. Cara morte (Poesia)
10. Night and day
11. Spegni la luce (Poesia)
12. Love story
13. Tanta voglia di lui
14. Medley: Till/Jezabel/Acque amare/I fiori di Sanremo
15. Ricordando Carmen